# Paralectra
Paralectra là một chi bướm đêm thuộc họ Erebidae.